# کشتی آنجلیکا
کشتی آنجلیکا (اکران بین‌المللی: The Angelica) نام فیلمی است ایرانی به نویسندگی حسن قلی زاده، بهنام دیانی و محمد بزرگ نیا به کارگردانی محمد بزرگ‌نیا و آهنگسازی بابک بیات که در سال ۱۳۶۷ ساخته شده و بازیگرانی همچون عزت‌الله انتظامی، داریوش ارجمند، مهدی فتحی، مجید مظفری و پرویز پورحسینی در آن ایفای نقش کرده‌اند.

## خلاصه داستان
سال‌ها پیش کشتی آنجلیکا با محمولهٔ ارزشمندی از طلا و نقره در دریا غرق شده‌است. احمد بیک موفق می‌شود محل غرق‌شدن کشتی را بیابد و در پی خارج ساختن گنجینهٔ آن برآید. او برای این کار با پسر حاکم شیراز و به شرط تقسیم غنایم عازم محل غرق کشتی آنجلیکا می‌شود اما پسر حاکم درصدد تصاحب تمام گنجینه برای خود برمی‌آید غافل از اینکه انگلیسی‌های حاضر در جزیره که از ماجرا باخبر شده‌اند نیز تصمیم مشابهی را برای خود دارند.

## بازیگران
- عزت‌الله انتظامی حاکم شیراز
- داریوش ارجمند  احمد بیک
- مهدی فتحی    ناخدا
- پرویز پورحسینی
- آتیلا پسیانی    پسر ناخدا
- سوگند رحمانی
- مجید مظفری   پسر حاکم شیراز
- جمشید جهان‌زاده رئیس پلیس جزیره
- کتایون ریاحی